# Han Hsziao-peng
Han Hsziao-peng (韩晓鹏, Hán Xiǎopéng) (Pej (Pei), Csiangszu (Jiangsu) tartomány, 1982. december 13. –) kínai szabadstílusú síelő, olimpiai bajnok.
Torinóban, a 2006. évi téli olimpiai játékokon huszonnégy évesen aranyérmet szerzett a síakrobatika férfi ugrás versenyszámában. 2007-ben szintén a síakrobaták férfi ugró számában lett első. Ő az első kínai férfi, aki aranyat nyert téli olimpián.